# Eric Marshall
 Eric Stewart Marshall (29 mai 1879, Hampstead — 26 février 1963) est un chirurgien, cartographe et explorateur britannique de l'Antarctique.

## Biographie

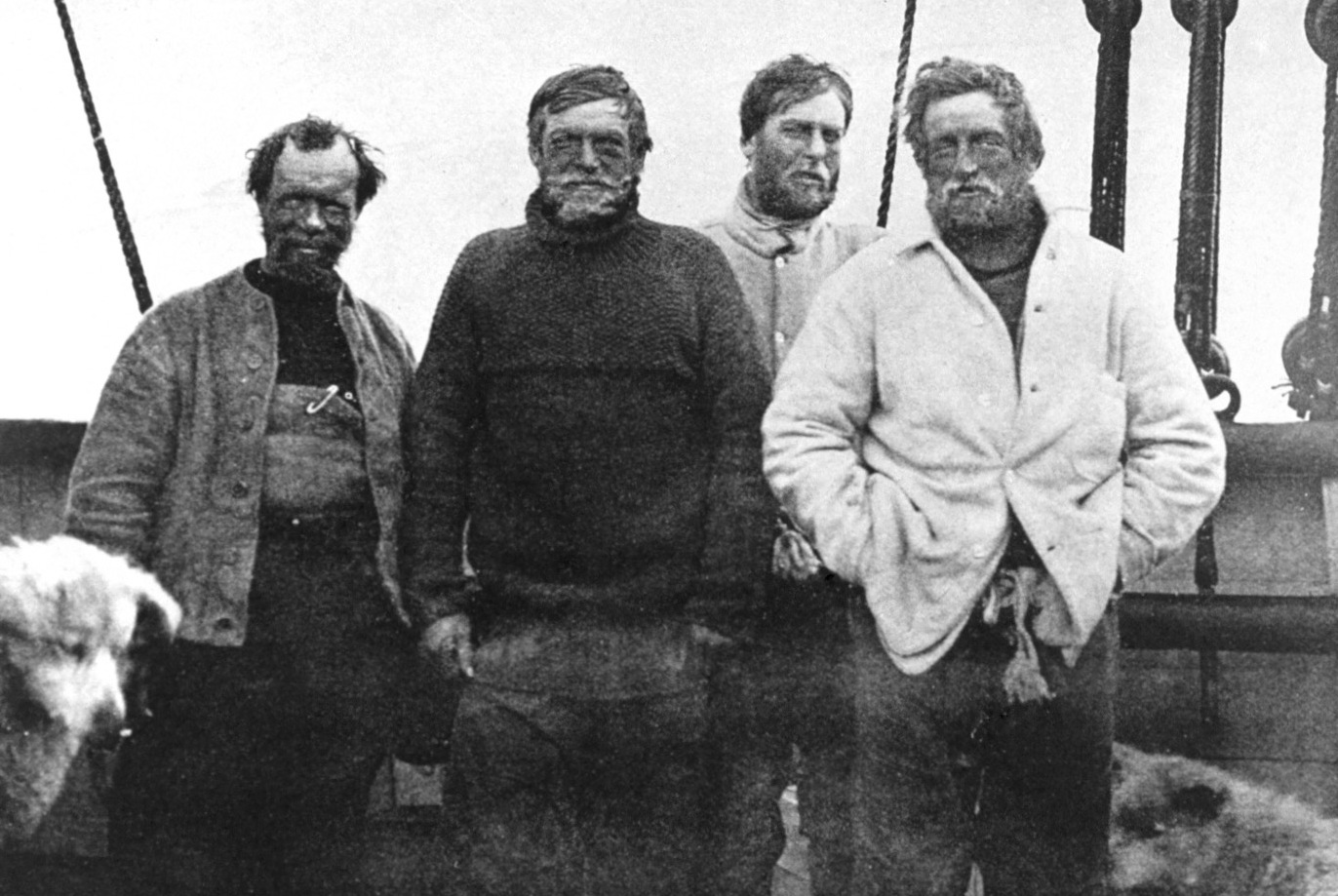
L'équipe du pôle Sud lors de l'expédition Nimrod
De gauche à droite : Frank Wild, Ernest Shackleton, Eric Marshall et Jameson Adams.

Il étudie à la Monckton Combe School et à l'Emmanuel College Cambridge, représentant son école pour les compétitions d'aviron et de football. Ses études sont à l'origine cléricales, mais il entre dans le St Bartholomew's Hospital en 1899 pour devenir chirurgien en 1906.
Célibataire, il part à vingt-huit ans comme chirurgien et cartographe sur l'expédition Nimrod (1907–1909) dirigée par Ernest Shackleton. Avec Frank Wild, Ernest Shackleton et Jameson Adams, il a atteint un « Farthest South » à moins de 180 km du pôle Sud lors de cette expédition.